# A. F. Chase
A. F. Chase war ein US-amerikanischer Hersteller von Automobilen.

## Unternehmensgeschichte
A. F. Chase hatte in Chicago Fahrzeuge der Maxwell Motor Company verkauft. 1907 zog er zurück in seine Heimatstadt Minneapolis in Minnesota. Dort gründete er das Unternehmen, das seinen Namen trug. Zunächst verkaufte er Fahrzeuge der Mitchell Motors Company. Im März 1909 begann die Produktion von Automobilen. Der Markenname lautete Chase. Die Motoren bezog er von einem örtlichen Dampfmaschinenhersteller und die Aufbauten von Karosserieherstellern aus Minneapolis. Der Zusammenbau erfolgte in seiner Werkstatt. Im gleichen Jahr endete die Produktion.
Es gab keine Verbindung zur Chase Motor Truck Company, die ebenfalls Fahrzeuge als Chase vermarktete.

## Fahrzeuge
Das einzige Modell war ein Highwheeler. Mit den großen Vollgummireifen war er für die damaligen schlechten Straßen gut geeignet. Die Karosserien waren offen. Ein luftgekühlter Zweizylindermotor trieb die Fahrzeuge an. Der Neupreis betrug 550 US-Dollar.